# Nationaltheater (Ghana)

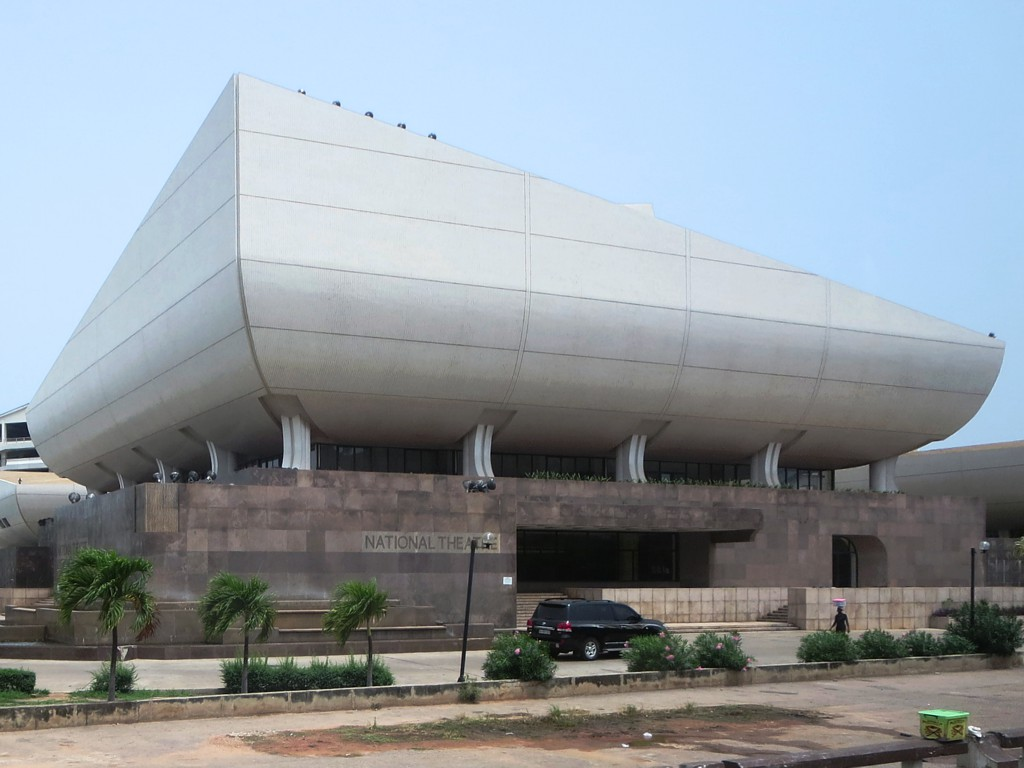
Nationaltheater von Ghana

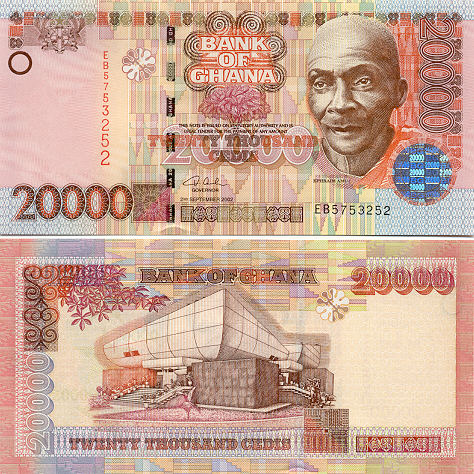
Das Gebäude auf der 20.000-Cedi-Banknote (2002) – zusammen mit dem ghanaischen Komponisten Ephraim Amu (1899–1995).

Das Nationaltheater von Ghana (engl. National Theatre of Ghana) in der ghanaischen Hauptstadt Accra wurde 1992 eröffnet und befindet sich im Stadtteil Victoriaborg. Das Theater, ein Geschenk Chinas, wurde nach einem Entwurf der Architekten Taining Cheng und Xianghan Ye erbaut.
Das Theater in der Nähe der Kreuzung von Independence Avenue und Liberia Road nimmt eine Fläche von 11896 m² ein.
Der Theaterkomplex besteht aus drei Bauten und beherbergt die drei dort ansässigen Ensembles der National Dance Company, des National Symphony Orchestra und der National Theatre Players.